# José Luis Talamillo
Talamillo  Huidobro est un nom espagnol. Le premier nom de famille, en général paternel, est Talamillo ; le second, en général maternel, souvent omis, est Huidobro.
José Luis Talamillo Huidobro (né le 6 juillet 1933 à Burgos et mort 31 décembre 1965 dans la même ville) est un coureur cycliste espagnol, dont la carrière se situe au tournant des années 1950 et 60. 

## Biographie
Professionnel de 1957 à 1965, José Luis Talamillo a été champion d'Espagne de cyclo-cross à six reprises.

## Palmarès sur route
- 1956
  - Lazkaoko Proba

- 1958
  - 3e étape du Tour de La Rioja
  - GP Mugica
  - 2e de la Prueba Villafranca de Ordizia

- 1959
  - Prueba Villafranca de Ordizia
  - GP Mugica
  - 2e du GP Llodio

- 1960
  - 2e du GP Ayutamiento de Bilbao

- 1962
  - 1re étape du Tour de La Rioja
  - 2e de la Subida al Naranco

- 1963
  - 3e du Trofeo del Sprint

- 1964
  - 2e du championnat d'Espagne sur route

- 1965
  - Classement général de la Semaine catalane
  - 3e du Grand Prix de la Bicicleta Eibarresa

## Résultats sur les grands tours

### Tour d'Espagne
5 participations
- 1958 : abandon (6e étape)
- 1959 : 16e
- 1960 : abandon (8e étape)
- 1961 : abandon (9e étape),  maillot jaune pendant deux jours
- 1965 : non-partant (11e étape)

### Tour d'Italie
1 participation
- 1964 : 59e

## Palmarès en cyclo-cross
| - 1955-1956 - 3e du championnat d'Espagne de cyclo-cross - 1957-1958 - Champion d'Espagne de cyclo-cross - 1958-1959 - Champion d'Espagne de cyclo-cross - 1959-1960 - Champion d'Espagne de cyclo-cross - 10e du championnats du monde de cyclo-cross | - 1960-1961 - 2e du championnat d'Espagne de cyclo-cross - 8e du championnats du monde de cyclo-cross - 1961-1962 - Champion d'Espagne de cyclo-cross - 1962-1963 - Champion d'Espagne de cyclo-cross - 1964-1965 - Champion d'Espagne de cyclo-cross |  |